# Rugby à sept aux Jeux olympiques de la jeunesse de 2014
Navigation
Édition suivante
Les épreuves de rugby à sept des Jeux olympiques de la jeunesse de 2014 ont lieu au Youth Olympic Sports Park de Nankin, 17 au 20 août 2014.
Les équipes masculine de France et féminine d'Australie sont sacrées championnes olympiques, après avoir battu respectivement les équipes d'Argentine et du Canada. 

## Podiums
| Événement        | Or | Argent | Bronze |
| ---------------- | --- | --- | --- |
| Tournois garçons | France Alex Arrate Faraj Fartass Alexandre Gracbling Alexandre Lagarde Martin Laveau Alexandre Nicoué Alexandre Pilati Arthur Retière Alexandre Roumat Atila Septar Sacha Valleau Matthieu Voisin            | Argentine Jose Barros Sosa Lautaro Bazán Vicente Boronat Enrique Camerlinckx Juan Cruz Camerlinckx Juan Ignacio Conil Vila Manuel de Sousa Carrusca Bautista Delguy Indalecio Ledlesma Hugo Miotti Mariano Romanini Isaac Sprenger | Fidji Josaia Cokaibusa Waisea Daroko Timoci Meya Ratu Nawabalavu Sailasa Powell Alipate Qaraniqio Filipe Qoro Navitalai Ralawa Joseva Rauga Semi Tabacule Ratu Uluiviti Eminoni Vuidravuwalu |
| Tournois filles  | Australie Brooke Anderson Marioulla Belessis Shenae Ciesiolka Dominique du Toit Kellie-Marie Gibson Raecene McGregor Caitlin Morgan Tiana Penitani Amber Pilley Mackenzie Sadler Tayla Stanford Laura Waldie | Canada Moanda Anglo Catherine Boudreault Pamphinette Buisa Hannah Darling Chanelle Edwards-Challenger Ashley Gordon Lauren Kerr Jenna Morrison Kaitlyn Richard Cass Schmidt Maddy Seatle Charity Williams                          | Chine Gao Xue Gao Yueying Li Tian Ling Chen Liu Xiaoqian Luo Yawen Shen Yingying Sun Caihong Wang Tingting Wu Fan Yan Meiling Yang Feifei                                                    |

## Tableau des médailles
| Rang  | Nation    | Or | Argent | Bronze | Total |
| ----- | --------- | -- | ------ | ------ | ----- |
| 1     | Australie | 1  | 0      | 0      | 1     |
| 1     | France    | 1  | 0      | 0      | 1     |
| 3     | Argentine | 0  | 1      | 0      | 1     |
| 3     | Canada    | 0  | 1      | 0      | 1     |
| 5     | Chine     | 0  | 0      | 1      | 1     |
| 5     | Fidji     | 0  | 0      | 1      | 1     |
| Total | Total     | 2  | 2      | 2      | 6     |